# Ludwig Gebhard (Regierungspräsident)
Ludwig Gebhard (* 20. Oktober 1891 in Landsberg am Lech; † 11. Juli 1956 in Ansbach) war ein deutscher Verwaltungsjurist.

## Leben
Ludwig Gebhard war Sohn des bayerischen Offiziers Oskar Gebhard. Er studierte von 1910 bis 1914 Jura; aus seinem im Oktober 1910 aufgenommenen Wehrdienst wurde er im Februar 1911 aus Krankheitsgründen entlassen. Nach dem Studium trat er in den bayerischen Staatsdienst ein und wurde zunächst Referendar am Amtsgericht München. 1916 wurde Gebhard an der Universität Erlangen promoviert. 1919 bestand er die große juristische Staatsprüfung. Seit dem Studium war er Mitglied der Studentenverbindung Akademischer Gesangverein München im SV. 1919 bis 1921 war er Assessor im Bayerischen Staatsministerium für Landwirtschaft. 1921/1922 amtierte er als Bezirksamtmann in Donauwörth. 1922 bis 1933 war er als Regierungsrat im Bayerischen Staatsministerium für Landwirtschaft (seit 1928 für Landwirtschaft und Arbeit) tätig. In dieser Zeit verfasste er unter dem Titel Handkommentar zur Verfassung des Deutschen Reichs vom 11. August 1919 einen Kommentar zur Weimarer Verfassung, der 1932 erschien.
Von 1933 bis 1939 war er im Reichsministerium für Ernährung und Landwirtschaft, zunächst kommissarisch als beamtete Hilfskraft, ab Dezember 1933 als Oberregierungsrat, ab Februar 1936 als Ministerialrat, 1939 bis 1942 als Leiter des Haupternährungsamtes Berlin. Er wurde infolge Auseinandersetzungen mit Joseph Goebbels abgesetzt. 1942 bis 1944 war er Referent im Reichsernährungsministerium. 1944/1945 diente er bei der Wehrmacht. 1945/1946 war er Abteilungschef bei der deutschen Verwaltung für Handel und Versorgung in der Sowjetischen Besatzungszone. Vom 1. Januar 1947 bis 9. Oktober 1948 war er Präsident des Verwaltungsgerichts Ansbach. Am 15. Mai 1947 war er im Spruchkammerverfahren von der Spruchkammer Ansbach-Stadt als vom Gesetz nicht betroffen eingereiht worden. Am 13. August 1948 wurde er mit der Wahrnehmung der Geschäfte des Regierungspräsidenten der Regierung von Oberfranken betraut. Ab dem 30. April 1949 war er Regierungspräsident von Oberfranken. Er starb am 11. Juli 1956 im Amt.